# Beats (2019, Brian Welsh)
Beats ist ein britisches Filmdrama von Brian Welsh, das am 24. Januar 2019 im Rahmen des International Film Festivals in Rotterdam seine Premiere feierte und am 17. Mai 2019 in die Kinos im Vereinigten Königreich kam.

## Handlung
In einer kleinen schottischen Stadt im Sommer 1994. Der extrovertierte Spanner und der zurückhaltende Johnno sind beste Freunde. Sie wuchsen zusammen in einem Wohnprojekt unweit von Edinburgh auf. Johnnos Eltern, seine Mutter Alison und sein Stiefvater Robert, der als Polizist arbeitet, missbilligen Spanner, der aus einer eher unrühmlichen Familie stammt, und hoffen, dass sie Johnno durch einen Umzug in die sicherere vorstädtische Umgebung dessen Einfluss entziehen können. Spanners Lebensperspektiven sind nicht ganz so gut, weil er unter der Vormundschaft seines kriminellen älteren Bruders Fido steht. Die beiden Jungs planen ein letztes gemeinsames Wochenende bei einem illegalen Rave, der vom Piratenradio-DJ "D-Man" veranstaltet wird.

## Produktion

### Stab und Besetzung
Regie führte Brian Welsh, der gemeinsam mit Kieran Hurley auch dessen Bühnenstück adaptierte. Dieses nimmt eine Reihe von Regierungsgesetzgebungen auf, die 1994 von den Tories eingeführt wurden, so die Criminal Justice and Public Order Bill (auch Criminal Justice and Public Order Act). Das Gesetz wendete sich gegen Großbritanniens aufkeimende Rave-Szene und hatte ein Verbot von Musikevents zur Folge, die „ganz oder überwiegend durch die Wiedergabe von sich wiederholenden Beats gekennzeichnet sind“. Die Technofans Johnno und Spanner fühlen sich hiervon unterdrückt.
Lorn Macdonald spielt Spanner, Cristian Ortega seinen eher zurückhaltenden Freund Johnno. Laura Fraser übernahm die Rolle von Johnnos Mutter Alison, Brian Ferguson die seines Stiefvaters Robert. Neil Leiper spielt Spanners älteren Bruder Fido. In weiteren Rollen sind Martin Donaghy, Ryan Fletcher, Rachel Jackson und Ross Mann zu sehen.

### Filmmusik und Veröffentlichung

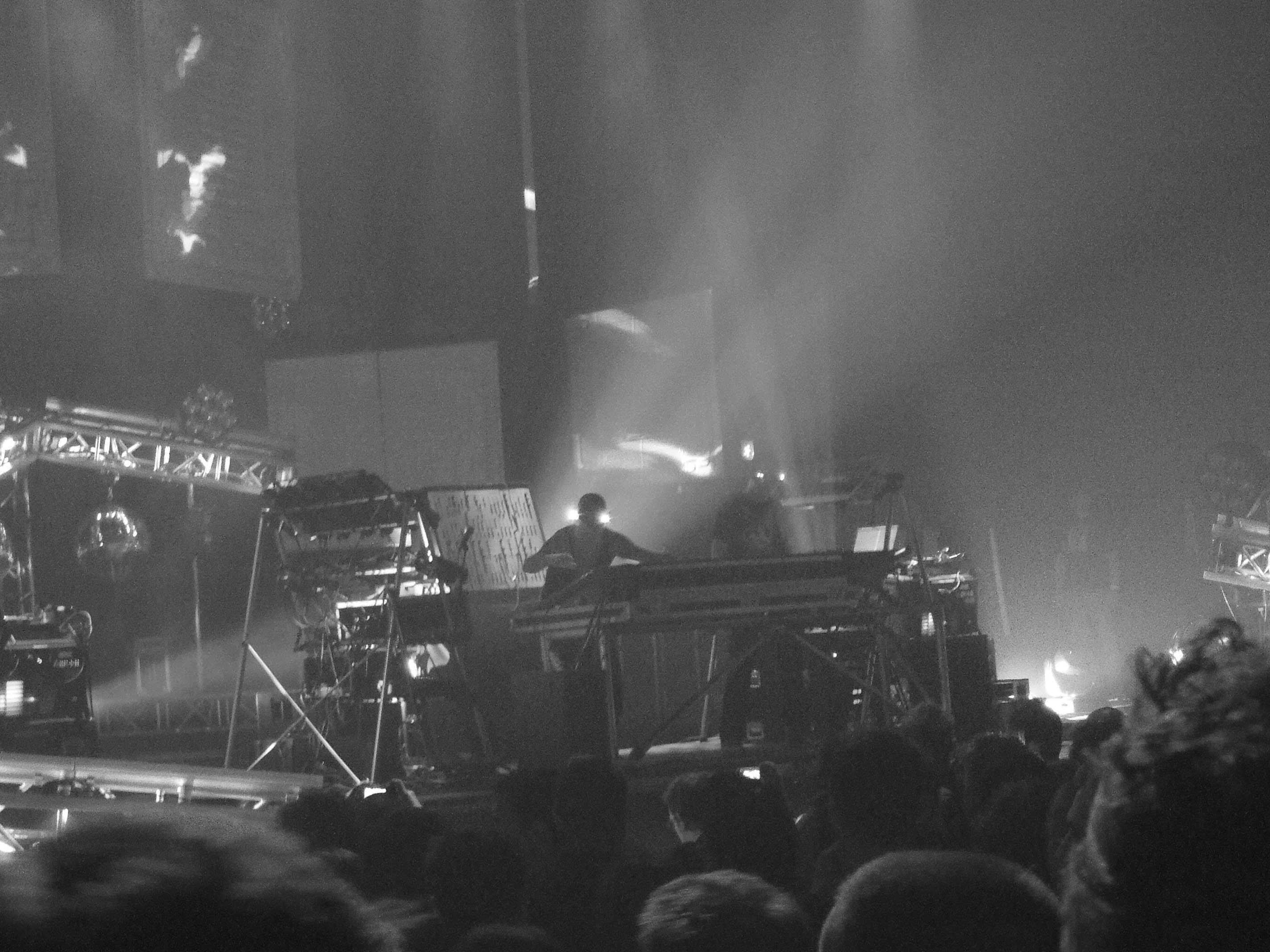
Das Techno-Duo Orbital, hier 2009 in der Londoner Brixton Academy, steuerte eine Neuaufnahme eines Musikstücks von The Golden Filter als Hauptthema bei

Der Soundtrack wurde im Mai 2019 veröffentlicht. Dieser wurde von der schottischen Club-Legende JD Twitch des Musikduos Optimo kuratiert und umfasst Musikstücke der ehemaligen englischen IDM/Electronica-Band LFO, des jamaikanischen Musikers Lee „Scratch“ Perry, der Band The Prodigy, des Duos Leftfield, der Gruppe Liquid Liquid und der DJs und Techno-Musiker Richie Hawtin, Carl Craig und Hudson Mohawke. Das Techno-Duo Orbital steuerte eine Neuaufnahme eines Musikstücks von The Golden Filter als Hauptthema bei.
Der Film wurde erstmals am 24. Januar 2019 im Rahmen des International Film Festivals in Rotterdam gezeigt. Anfang März 2019 feierte er im Rahmen des Glasgow Film Festivals seine UK-Premiere. Beim Belfast Film Festival wurde er am 20. April 2019 als Abschlussfilm gezeigt. Am 17. Mai 2019 kam er in die Kinos im Vereinigten Königreich. Zudem erfolgten im Mai 2019 im Vereinigten Königreich zahlreiche Sondervorführungen in Anwesenheit der Schauspieler und der Macher des Films. Im August 2019 wurde er beim Melbourne International Film Festival vorgestellt. Ende September 2019 wurde der Film beim Filmfest Hamburg gezeigt.

## Rezeption

### Kritiken
Der Film erhielt bislang von 98 Prozent aller Kritiker bei Rotten Tomatoes eine eher positive Bewertung und hierbei durchschnittlich 7,8 der möglichen 10 Punkte. Auf Metacritic hat er einen Metascore von 74 von 100 möglichen Punkten.

### Auszeichnungen
BAFTA Scotland Awards 2019
- Auszeichnung als Bester Schauspieler (Lorn Macdonald)
- Nominierung für die Beste Regie – Fiction (Brian Welsh)[13][14]

British Independent Film Awards 2019
- Nominierung als Debut Screenwriter (Kieran Hurley)
- Nominierung als Most Promising Newcomer (Lorn Macdonald)
- Auszeichnung für die Beste Kamera (Benjamin Kračun)
- Nominierung für die Beste Filmmusik (Jd Twitch, Penelope Trappes und Stephen Hindman)
- Auszeichnung für den Besten Sound (David Bowtle-Mcmillan, Joakim Sundström und Robert Farr)[15]

Filmfest Hamburg 2019
- Nominierung für den Preis der Filmkritik (Brian Welsh)[16]

Rotterdam International Film Festival 2019
- Nominierung für den Publikumspreis (Brian Welsh)